# تاريخ البريد والطوابع البريدية في أذربيجان

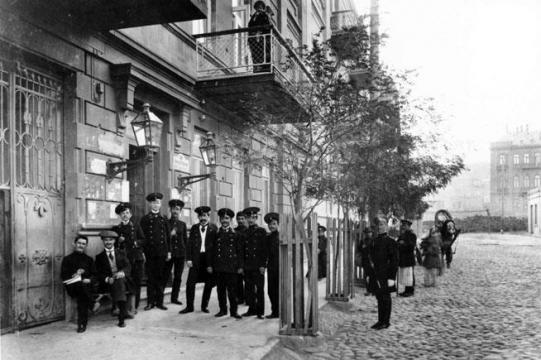
سعاة البريد، في باكو سنة 1914

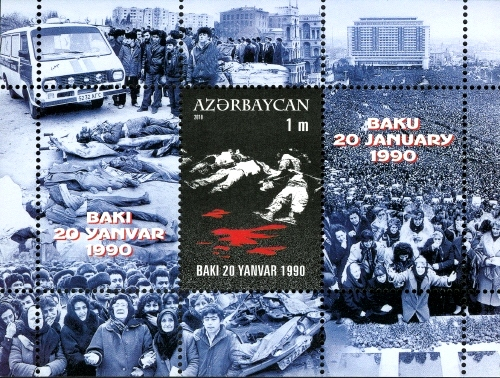
طابع أذري تظهر عليه صور من أحداث يناير الأسود.

تصف طوابع البريد والتاريخ البريدي لأذربيجان تاريخ طوابع البريد والنظم البريدية في أذربيجان، حيث حملت الطوابع أهم الأحداث التاريخية والسياسية لأذربيجان، منذ تأسيسها حتى سقوطها تحت حكم الإمبراطورية الروسية في عام 1806، إلى غاية استقلالها في عام 1918، والذي فقدته بعد أن غزاها الجيش الأحمر السوفياتي البلشفي وأسس جمهورية أذربيجان الاشتراكية السوفيتية في 28 أبريل سنة 1920. واستعيد لاحقا في عام 1991 بعد تفكك الاتحاد السوفيتي.

## الإمبراطورية الروسية

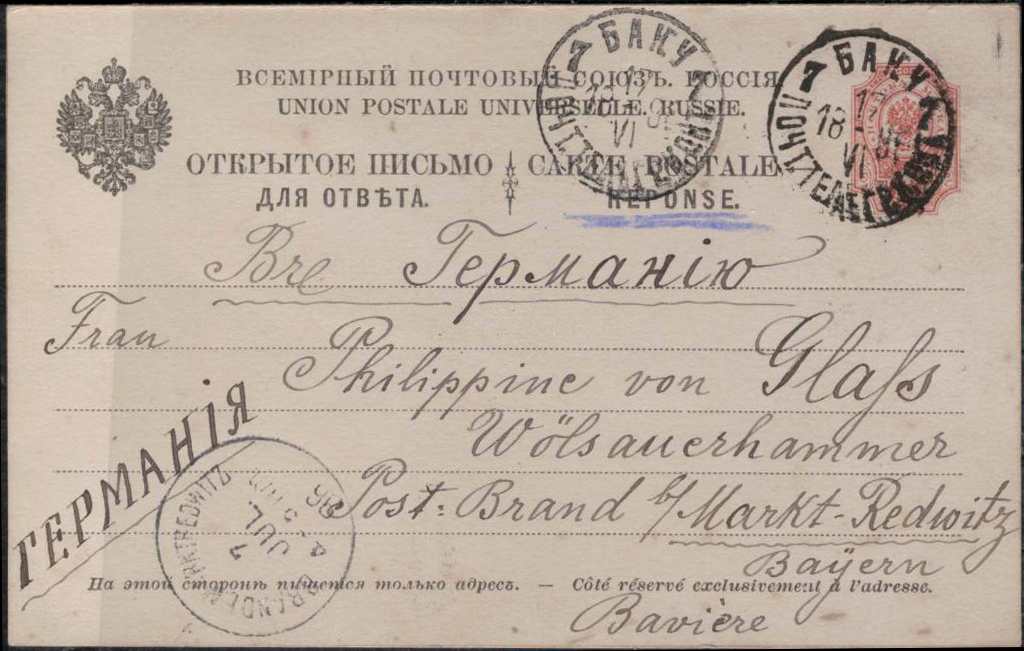
بطاقة بريدية من أذربيجان إلى ألمانيا خلال عهد الإمبراطورية الروسية ، 1896

يعود تاريخ الخدمة البريدية الحديثة في أذربيجان إلى أوائل القرن التاسع عشر، عندما أصبحت أذربيجان جزءًا من الإمبراطورية الروسية . تم افتتاح أول مكتب بريد في عام 1818 في Yelizavetpol (الآن Ganja). تأسست أول خدمة لإعادة توجيه البريد في عام 1826 في باكو، تليها خدمة إعادة توجيه البريد الثانية التي تأسست في عام 1828 في ناخيتشيفان. فتحت مكاتب البريد قباء، شوشة، شاماخي، نكران، شاكي وساليان .

## جمهورية أذربيجان الديمقراطية

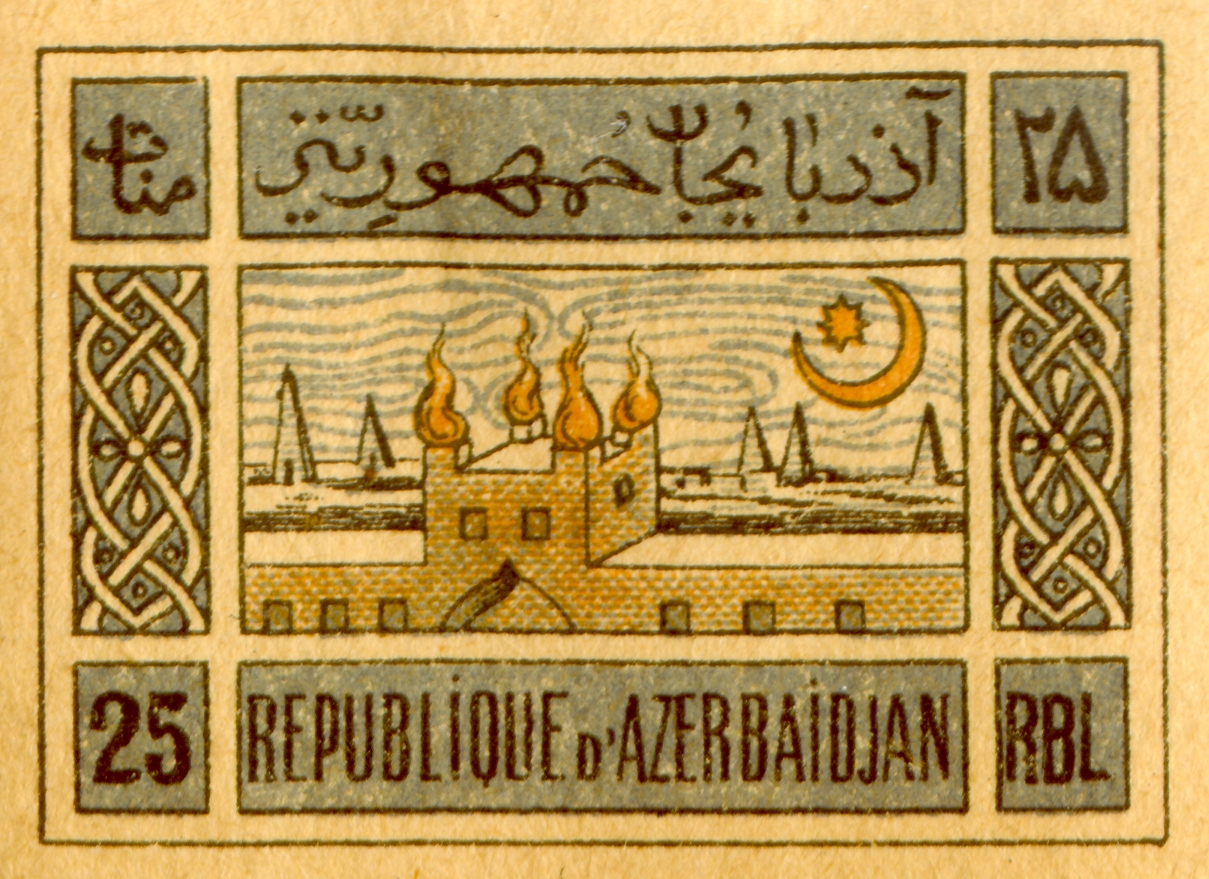
ختم جمهورية أذربيجان الديمقراطية، 1919

صدرت الطوابع الأولى لأذربيجان في عام 1919 من قبل جمهورية أذربيجان الديمقراطية وتتألف من مجموعة من عشرة تصاميم مصورة إلى 50 ريال. هناك طباعتان متميزتان، طباعة عام 1919 على ورق أبيض مع صمغ أبيض وطباعة عام 1920 على ورق برتقالي بصمغ أصفر أو بدون صمغ. الطباعة الأولى نادرة ويصعب تزويرها.

## جمهورية أذربيجان السوفيتية الاشتراكية

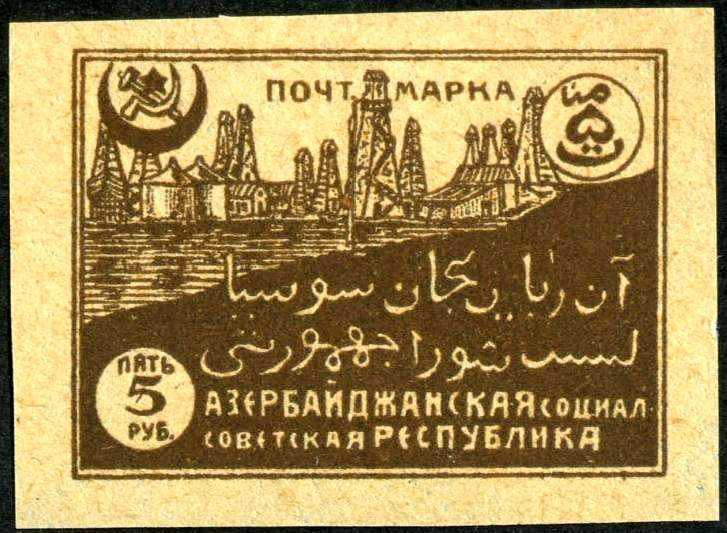
ختم جمهورية أذربيجان السوفيتية الاشتراكية ، 1921

في 27 أبريل 1920، دخل الجيش السوفيتي إلى العاصمة باكو وأنشئت جمهورية أذربيجان الاشتراكية السوفيتية (ASSR)، والتي أصبحت جزءًا من الاتحاد السوفيتي. صدرت الطوابع الأولى للاتحاد السوفيتي في عام 1921 وتتألف من مجموعة من 15 ختمًا تُظهر المشاهد المحلية والسياسية بما في ذلك بئر نفط ومسجد. صدرت طوابع أخرى في عام 1921 للإغاثة من المجاعة والطباعة الفوقية بنقوش المراقبة المحلية في عام 1922. لكن طوابع الإغاثة للمجاعة عام 1923 في أذربيجان مزيفة، وقد زورت لاحقًا. كانت الجمهورية معترف بها بشكل دوري في مجموعات من الطوابع لتكريم مختلف أجزاء الاتحاد السوفياتي. خلال الفترة السوفيتية بأكملها، صدر حوالي 60 ختمًا مع مواضيع أذربيجانية قومية وإثنية من قبل الحكومة السوفيتية المركزية نفسها، تضم شخصيات بارزة ومباني ونباتات وحيوانات وغيرها من الموضوعات المتعلقة في أذربيجان.

## الجمهورية السوفيتية الاشتراكية القوقازية

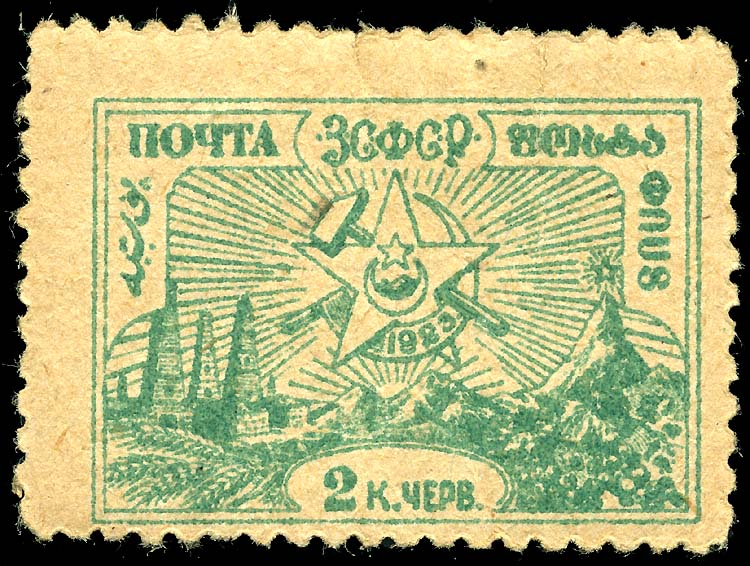
ختم جمهورية الاتحاد السوفياتي الاشتراكي القوقازي ، 1923

في 12 مارس 1922، توحدت أذربيجان وأرمينيا وجورجيا باسم جمهورية الاتحاد السوفياتي الاشتراكي القوقازي (TSFSR). وطبعت الطوابع الأذربيجانية أولاً بالعملة الأذرية، ثم الروبل القوقازي. وصدرت الطوابع السوفيتية على مستوى البلاد في عام 1923. من 1 أكتوبر 1923 استبدلت طوابع ASSR بالكامل بأختام TSFSR التي استخدمت حتى حل TSFSR والثانية إعادة تأسيس جمهورية أذربيجان الاشتراكية السوفيتية (ASSR) في عام 1936. صدرت طوابع الاتحاد السوفياتي مرة أخرى إلى جانب الطوابع السوفيتية على مستوى البلاد والتي استعملت حتى تفكيك الاتحاد السوفيتي في عام 1991.

## جمهورية أذربيجان

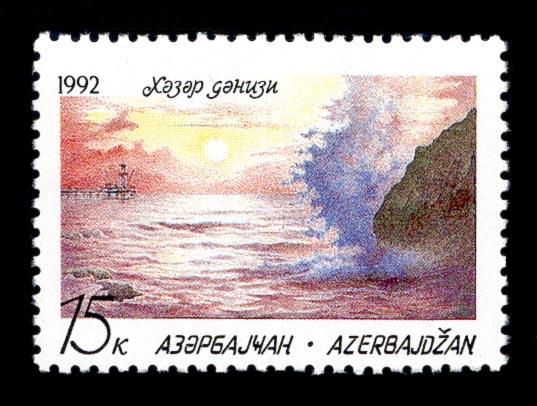
الطابع الأول لجمهورية أذربيجان ، 1992

في 19 نوفمبر 1990، تغير اسم الاتحاد السوفيتي إلى جمهورية أذربيجان. صارت أذربيجان دولة مستقلة في 18 أغسطس 1991، وصدر طابعها الأول في 26 مارس 1992 للاحتفال باستقلالها. على عكس معظم الجمهوريات السوفيتية السابقة، لم تطبع أذربيجان الطوابع السوفيتية لتلبية احتياجاتها البريدية بعد الاستقلال. تأسست خدمة البريد الوطنية آزاربوتشت في عام 1992، والتي أعيدت هيكلتها في عام 1999 وأصبحت مشغل البريد الوطني في عام 2004. بدأت شركة طوابع البريد الوطنية أزماركا عملها في عام 1992 وهي مسؤولة عن طبع وبيع جميع طوابع البريد الأذربيجانية. في 1 أبريل 1993، صارت أذربيجان عضوًا في الاتحاد البريدي العالمي . طبعت مجموعة متنوعة من الطوابع النهائية التذكارية التي تصور الموضوعات المحلية والمحلية. كما صدرت أغلفة اليوم الأول والقرطاسية. صدرت الطوابع الأولى التي تصور الناس في عام 1993. كان حيدر علييف، الرئيس الثالث لأذربيجان، أول شخص توضع صورتهُ على طابع بريدي بعد تفكك دول الاتحاد السوفيتي. ظهرت الطوابع الأولى الصادرة بالعملة الأذربيجانية الجديدة، المانات ، والتي استبدلت الروبل السوفيتي المستعمل في الإصدارات السابقة منذ الاستقلال، في أكتوبر 1992، بعد إدخال العملة الجديدة في 15 أغسطس 1992. تختلف قيمة عملة الطوابع (في المانات أو في وحدتها النقدية في القبعات ) حسب سنة الإصدار. في عام 1998، صدرت 19 مجموعة من الطوابع البريدية غير القانونية في ناختشيفان، والتي تصور من بين أمور أخرى، ديانا، أميرة ويلز ومجموعة البوب البريطانية سبايس جيرلز. وبناء على ذلك، أصدر المسؤولون الأذربيجانيون إشعارات إلى الاتحاد البريدي العالمي، يبلغونهم عن الطوابع المزيفة بشأن الموضوعات المواضيعية الشعبية الصادرة باسمهم.
- Azermarka، الشركة المسؤولة عن إنتاج وبيع الطوابع
- آزاربوتشت، الخدمة البريدية الوطنية لأذربيجان
- قائمة الأشخاص على طوابع أذربيجان